# 베트남 자주 시기
베트남 자주 시기(베트남어: Thời kỳ tự chủ Việt Nam / 時期自主越南)는 베트남 역사에서 905년부터 938년까지의 기간을 가리킨다. 이 기간 동안 베트남은 명목상 중국의 여전한 영토였으나 베트남인들이 최고 통치권을 행사하여 사실상의 독립 정권을 가진 상태에 있었다.